# Rio Gers
Gers é um rio localizado no sudoeste de França, dos departamentos de Hautes-Pyrénées, Gers (ao qual dá nome) e Lot-et-Garonne, e afluente do rio Garona. Nasce no sopé dos Pirenéus, em Lannemezan.
Atravessa os seguintes departamentos e comunas:
- Departamento de Hautes-Pyrénées (65) : Lannemezan, Monléon-Magnoac
- Departamento de Gers (32) : Chélan, Panassac, Masseube, Seissan, Pavie, Auch, Preignan, Montestruc-sur-Gers, Fleurance, Lectoure
- Departamento de Lot-et-Garonne (47) : Astaffort, Layrac